# المصريون في الكويت
المصريون في الكويت هم المواطنون المصريون المغتربون في الكويت، تُعتبر الجالية المصرية ثاني أكبر الجاليات في الكويت بعد الجالية الهندية، يعمل المصريون في قطاعات مختلفة، مثل الصحة والتربية والتعليم وفي وظائف أخرى.